# Actinodaphne dolichophylla
Actinodaphne dolichophylla är en lagerväxtart som först beskrevs av Elmer Drew Merrill, och fick sitt nu gällande namn av Elmer Drew Merrill. Actinodaphne dolichophylla ingår i släktet Actinodaphne och familjen lagerväxter. Inga underarter finns listade i Catalogue of Life.